# Concurs Sons de la Mediterrània
El Concurs Sons de la Mediterrània és un concurs català de música que convoca la Fira Mediterrània de Manresa, el Centre Artesà Tradicionàrius, el Grup Enderrock i el Departament de Cultura de la Generalitat de Catalunya. El concurs va crear-se el 2008 en el marc de la Fira Mediterrània de Manresa. Vol promocionar la música folk i la música amb arrels de la Mediterrània en català o instrumental innovadora. Els premiats reben un ajut per a realitzar un disc compacte professional, una gira de concerts i una campanya de promoció.

## Premiats
- 2008: Grollers de sa Factoria (Big Band d'arrel mallorquina)[2]
- 2009: Amansalva (quartet)[3]
- 2010: Tazzuf (grup de folk instrumental)[4]
- 2011: RIU (grup de folk)[5]
- 2012: Els Laietans (colla de grallers)[2]
- 2013: Inxa Impro Quartet (grup de folk-jazz instrumental)[2]
- 2014: MOX (grup de folk-rock)[2]
- 2015: Roba Estesa (grup de folk festiu)[6]
- 2016: Criatures (duet de gralla i acordió)[7]
- 2017: Balkan Paradise Orchestra (fanfara)[8]
- 2018: Clàudia Cabero Trio, amb Sandra Monfort i Guillem Aguilar[9]
- 2019: La Companyia MINIMíssimA[2]
- 2020: Duo format per Laura Esparza (veu) i Carlos Esteban (guitarra i percussió)[2]
- 2021ː Mar Grimalt[10]
- 2022: Bum Ditty[11]
- 2023: Trèvol, quartet amb Laia Glück, Léonie Martet, Bernat Garcés i Martí Fleta.[12]
- 2024: Alosa, duet amb Giulietta Vidal i Irene Romo[13]